# The Inbetweeners
The Inbetweeners – Unsere jungfräulichen Jahre (Originaltitel: The Inbetweeners) ist eine britische Sitcom, die von 2008 bis 2010 bei E4 in drei Staffeln ausgestrahlt wurde. Geschrieben wurde die Serie von Damon Beesley und Iain Morris. Sie handelt von dem Leben des Vorstadt-Teenagers Will (Simon Bird) und seinen drei Freunden aus der fiktionalen Schule Rudge Park Comprehensive.
In Großbritannien war die Serie derart erfolgreich, dass der Kinofilm The Inbetweeners Movie  produziert wurde, der 2011 ins Kino kam. Aufgrund des sehr erfolgreichen Einspielergebnisses  folgte im Jahr 2014 das Sequel The Inbetweeners 2.
Da The Inbetweeners in Deutschland bislang nicht im Fernsehen ausgestrahlt wurde, vermarktete man die Filme als Sex on the Beach und Sex on the Beach 2. Die deutsche DVD-Veröffentlichung der Serie wiederum trägt den Titel The Inbetweeners – Unsere jungfräulichen Jahre, wobei durch das großflächige Einbinden des Film-Logos im DVD-Cover ein Bezug zu den Filmen hergestellt wird (obwohl diese nach der Serie entstanden).
The Inbetweeners wurde in den Jahren 2009 und 2010 in der Kategorie Best Situation Comedy bei den British Academy Television Awards nominiert. Im Jahr 2010 gewann sie den Zuschauerpreis, die einzige Auszeichnung, die von den Zuschauern entschieden wird. Ein Jahr später erhielt die Serie den Best-Sitcom-Preis bei den British Comedy Awards.

## Entwicklung
Beesley und Morris trafen sich als Produzenten bei Channel 4s The 11 O'Clock Show. Nach Stationen als Kommissare bei Channel 4, wobei Morris Peep Show führte, gründeten beide zusammen ihre eigene Firma, Bwark Productions, im Jahr 2004 und entwickelten ihre erste Fernsehserie mit The Inbetweeners. Ein Pilotfilm mit dem Titel Baggy Trousers wurde 2006 produziert, bei dem James Bobin Regie führte.
E4 strahlte die erste Staffel im Mai 2008 aus und Channel 4 wiederholte sie im November desselben Jahres. Die zweite Staffel lief vom 2. April bis zum 7. Mai 2009. Eine dritte Staffel wurde von E4 in Auftrag gegeben, startete am 1. September 2010 und endete am 18. Oktober 2010. Die erste Episode der dritten Staffel hatte die höchsten Zuschauerzahlen, die ein ursprünglicher Kommissionsvorschlag von E4 jemals hatte.
Nach dem Ende der dritten Staffel gaben die Verantwortlichen und die Schauspieler bekannt, dass eine vierte Staffel sehr unwahrscheinlich sei. Es werden jedoch ein Film sowie zwei Specials produziert, die nach der dritten Staffel spielen und die Gruppe im Urlaub in Malia auf Kreta zeigt.

## Episoden
Die Episoden der drei Staffeln können von Zuschauern aus dem Vereinigten Königreich und Irland über Channel 4s Videoplattform 4oD, bei YouTube und auf SeeSaw gesehen werden. Einzelne Folgen sind zudem im britischen iTunes-Store käuflich erhältlich.

## Film
Im September 2009 bestätigten Beesley und Morris, dass ein Inbetweeners-Film von Film4 in Auftrag gegeben wurde. Er handelt von den vier nun volljährigen Jungs und ihrem Urlaub in Malia auf Kreta. Der Kinofilm, der am 17. August 2011 in den britischen Kinos startete, trägt in Deutschland den Titel Sex on the Beach und wurde mit einem halben Jahr Verzögerung am 2. Februar 2012 gestartet. Im Jahr 2014 folgte das Sequel The Inbetweeners 2 (in Deutschland als Sex on the Beach 2 vermarktet), der in Australien spielt. Er startete in Großbritannien am 6. August 2014 und in Deutschland am 30. Oktober 2014.

## Musik
Das Titellied der Serie ist Gone Up in Flames der Englischen Rockband  Morning Runner. Während der Serie war unter anderem Musik von Rachel Stevens, Tellison, Paolo Nutini, The Maccabees, Air Traffic, Calvin Harris, The Ting Tings, Arctic Monkeys, Theaudience, Vampire Weekend, Two Door Cinema Club, Phoenix, General Fiasco, Gorillaz, Hot Chip, Belle and Sebastian, Field Music, Jamie T, The Libertines, Rihanna, The Fratellis, Jack Peñate, Guillemots, The Feeling, Kate Nash, The Wombats, The Jam, The Cure, Lily Allen, Mumm-Ra and Feist, Oasis, Biffy Clyro, Passion Pit, Royworld, MGMT, Maxïmo Park und The Cribs zu hören.

## Weltweite Ausstrahlung
In den Vereinigten Staaten begann die Ausstrahlung der Serie auf BBC America am 25. Januar 2010. Der Sender handhabte die ersten zwölf Folgen als eine einzige Staffel und strahlte sie im Wochenrhythmus hintereinander aus. MTV Lateinamerika verfuhr nach demselben Schema.
Iain Morris und Damon Beesley wurden von ABC gefragt, einen Piloten der Serie für das US-Fernsehen zu produzieren. Zudem dürfen sie ein zweites Skript für eine zukünftige Serie vorstellen. Beide Projekte sollten bei den ABC Studios entwickelt werden.
Im Jahr 2010 begann die Ausstrahlung in Australien bei Nine Networks digitalen Sender GO!, auf Super Channel in Kanada, dem Comedysender TV4 Komedi in Schweden, auf TV2 in Neuseeland, bei MTV Lateinamerika und auf yes Next in Israel.
Am 28. Februar 2011 lief die Serie in Frankreich auf MCM an.
Eine deutsche Ausstrahlung ist noch nicht bekannt.

## Einschaltquoten, Preise und Kritiken
Die erste Folge lief am 1. Mai 2008 und zog 238.000 Zuschauer an. Im Schnitt sahen die erste Staffel 459.000 Briten, wobei 474.000 das Staffelfinale sahen. The Inbetweeners erhielt zwei Preise bei den British Comedy Awards 2008: als Best New British Television Comedy (Scripted) und Simon Bird in der Kategorie Best Male Comedy Newcomer. Ebenfalls wurde die Serie von der British Comedy Guide Webseite als Best New British TV Sitcom 2008 ausgezeichnet. Zudem war sie nominiert in der Kategorie Best Situation Comedy bei den British Academy Television Awards 2009, verlor im Endeffekt jedoch gegen The IT Crowd. The Inbetweeners gewann jedoch den Audience Award bei den British Academy Television Awards 2010.
Die erste Episode der zweiten Staffel wurde von E4 um 22:00 Uhr am 2. April 2009 gezeigt und von 958.000 Zuschauern gesehen. Hinzu kamen weitere 234.000 Zuschauer um 23:00 Uhr auf dem zeitversetzten Sender E4+1, was zu einer Gesamtzuschauerzahl von 1,2 Millionen führte, die höchste Einschaltquote für E4 im Jahr 2009.
Joe McNally lobte für die britische Tageszeitung The Independent den „überaus exakten Dialog, der das Gefühl des Jugendalters perfekt einfängt“ und Will Dean vom Guardian schrieb, dass die Serie „die jämmerlich männliche Oberstufenerfahrung ganz großartig erfasst.“ Die Serie wird häufig mit E4s erfolgreichem Jugenddrama Skins verglichen; Kommentatoren sagten, dass „The Inbetweeners’ Darstellung einer langweiligen Vorstadt näher [als Skins] an den eintönigen Jugendjahren von den meisten von uns dran ist, als die dekadente Zeit, die wir wünschten verbracht zu haben.“
Am 13. September 2010 lief die erste Folge der dritten Staffel auf E4 und erzielte ein Rekordergebnis von 2,6 Millionen Zuschauern um 22:00 Uhr, die höchste Einschaltquote für eine Show auf E4, bis 2011 Glee diesen Rekord brach.

## DVD-Veröffentlichungen
- Die erste Staffel erschien am 2. Juni 2008 auf DVD.[25]
- Die zweite Staffel erschien am 18. Mai 2009 auf DVD.[26]
- Die dritte Staffel erschien am 25. Oktober 2010 auf DVD.[27]
- Die Staffeln 1–3 erschienen zusammen ebenfalls am 25. Oktober 2010 auf DVD.[28]

Alle DVDs erhielten im Vereinigten Königreich eine Freigabe ab 18 Jahren.

## Auszeichnungen
- British Comedy Awards 2008: Best New TV Comedy
- British Comedy Awards 2008: Best Male Comedy Newcomer (Simon Bird)
- The Comedy.co.uk Awards 2008: Best New British TV Sitcom
- TV Quick & TV Choice Awards 2009: Best Comedy Show
- British Academy Television Awards 2009: Nominiert für Best Situation Comedy
- NME Awards 2010: Best TV Show
- British Comedy Awards 2009: Best Television Comedy Actor (Simon Bird)
- British Academy Television Awards 2010: Nominiert für Best Situation Comedy
- British Academy Television Awards 2010: YouTube Audience Award
- Rose d’Or 2010: Best Situation Comedy
- British Comedy Awards 2011: Best Sitcom
- National Television Awards 2011: Digital Choice

## US-Adaption
Am 31. März 2011 gab MTV bekannt, dass sie eine US-Version der Serie mit zwölf Folgen für eine erste Staffel in Auftrag gegeben haben. Die Pilotepisode erhielt grünes Licht im September 2010. Brad Copeland schrieb das Drehbuch zum Piloten und dient zusammen mit Damon Beesley und Iain Morris während der Laufzeit der Serie als Executive Producer.